# 李仁堂
李仁堂（1930年2月28日—2002年6月24日），中国电影演员，山东诸城人。曾获金鸡奖、百花奖、华表奖中国电影三大奖影帝殊荣。

## 生平
1930年2月28日生于吉林省抚松市，1949年加入热河省文工团（后改为承德地区话剧团）开始在舞台上出演多部话剧。以长春电影制片厂出品的《青松岭》、《创业》、《锁龙湖》等影片家喻户晓之后，调入河北话剧团。 1980年调入北京电影制片厂演员剧团，同年以剧情片《泪痕》获得获得百花奖影帝。在相对沉寂了十年之后，李仁堂以《被告山杠爷》再度摘得百花奖，并夺得金鸡、华表最佳男主角奖。
李仁堂在书法方面还颇有造诣，1970年代中期开始致力于行、草及各书体的研究， 90年代开始多次举办书法展， 2002年6月24日因心脏病突发逝于山东高青县。

## 作品

### 电影
| 年份   | 片名               | 角色     | 備註 |
| 1965年 | 《青松岭》         | 张万有   | |
| 1973年 | 《青松岭》         | 张万山   | 翻拍版 |
| 1974年 | 《创业》           | 何凡     | |
| 1976年 | 《锁龙湖》         | 杨凯     | 用艺名李齐 |
| 1977年 | 《十月的风云》     | 岳明华   | |
| 1979年 | 《泪痕》           | 朱克实   | 第三届大众电影百花奖最佳男主角                                                                                                |
| 1980年 | 《元帅之死》       | 贺龙     | |
| 1981年 | 《子夜》           | 吴荪甫   | |
| 1982年 | 《如意》           |          | |
| 1984年 | 《蓝色的花》       |          | |
| 1986年 | 《幸运的人》       |          | |
| 1987年 | 《向着蓝色的未来》 |          | |
| 1990年 | 《焦裕禄》         | 地委专员 | |
| 1995年 | 《被告山杠爷》     | 山杠爷   | 第15届中国电影金鸡奖最佳男主角 第18届大众电影百花奖最佳男主角 第一届中国电影华表奖优秀男演员 第三届北京大学生电影节最佳男演员 |
| 1999年 | 《九九艳阳天》     |          | |

### 电视剧
| 年份   | 片名         | 角色   | 備註 |
| 1991年 | 《小城故事》 | 周书记 |      |

## 相关连結
- 李仁堂专题[永久] 电影网